# Norbert Nachtweih
Norbert Nachtweih (ur. 4 czerwca 1957 w Sangerhausen) – niemiecki piłkarz występujący na pozycji obrońcy lub pomocnika. Po zakończeniu kariery był także trenerem.

## Kariera piłkarska
Nachtweih treningi rozpoczynał w wieku 6 lat w Motorze Sangerhausen. Później był graczem Traktoru Polleben, MK Eisleben, a także Chemie Halle, do którego juniorskiej ekipy trafił w 1971 roku. Trzy lata później został przesunięty do pierwszej drużyny Chemie. Tam występował przez dwa sezony. W 1976 roku wraz z Jürgenem Pahlem uciekł ze zgrupowania reprezentacji NRD U-21 w Turcji do RFN-u, gdzie obaj otrzymali azyl polityczny. Jednak w związku z ucieczką, FIFA zawiesiła ich kariery na rok.
W 1978 roku Nachtweih podpisał kontrakt z pierwszoligowym Eintrachtem Frankfurt. W Bundeslidze zadebiutował 4 marca 1978 w wygranym 2:0 meczu z VfB Stuttgart. 17 marca 1979 w wygranym 2:1 pojedynku z Werderem Brema strzelił pierwszego gola w trakcie gry w Bundeslidze. Przez pierwsze dwa sezony w Eintrachcie Nachtweih pełnił rolę rezerwowego. Podstawowym graczem klubu z Frankfuru nad Menem stał się od początku sezonu 1979/1980. W tamtym sezonie zdobył z klubem Puchar Zdobywców Pucharów, po pokonaniu w jego finałowym dwumeczu Borussii Mönchengladbach. W sezonie 1980/1981 zdobył z Eintrachtem Puchar Niemiec. W Eintrachcie spędził cztery lata. W sumie rozegrał tam 120 ligowych spotkań i zdobył 30 bramek.
Latem 1982 roku przeszedł do innego pierwszoligowca - Bayernu Monachium. Zadebiutował tam 21 sierpnia 1982 w przegranym 0:1 spotkaniu z Werderem Brema. W sezonie 1983/1984 zdobył z klubem Puchar Niemiec. W 1985 roku ponownie zagrał z Bayernem w finale Pucharu Niemiec, jednak tym razem Bayern przegrał tam 1:2 z Bayerem Uerdingen. W 1986 roku wygrał z zespołem mistrzostwo Niemiec i Puchar Niemiec. Rok później ponownie zdobył z nim mistrzostwo Niemiec. Wystąpił także w finale Pucharu Mistrzów, ale Bayern uległ tam 1:2 FC Porto. W 1988 roku wywalczył wicemistrzostwo Niemiec, a w 1989 po raz kolejny mistrzostwo Niemiec. W Bayernie Nachtweih grał łącznie przez siedem lat. W sumie zagrał tam w 220 ligowych meczach i strzelił 20 goli.
W 1989 roku wyjechał do Francji, gdzie został zawodnikiem AS Cannes. W tym klubie spędził dwa sezony, a potem powrócił do Niemiec. Podpisał kontrakt z Eintrachtem Frankfurt. W trakcie pół roku gry dla tego klubu, zagrał tam w 3 spotkaniach. W grudniu 1991 odszedł do drugoligowego Waldhof Mannheim. Barwy tego klubu reprezentował do listopada 1995, kiedy to zakończył karierę.

## Po zakończeniu kariery
Po zakończeniu kariery Nachtweih został trenerem. Był szkoleniowcem SV 1919 Bernbach oraz FK Pirmasens występujących w niższych ligach Niemiec. Obecnie jest trenerem amatorskiego JFC Frankfurt. Pracuje także w akademii piłkarskiej Eintrachtu Frankfurt.